# 比森蒂納島

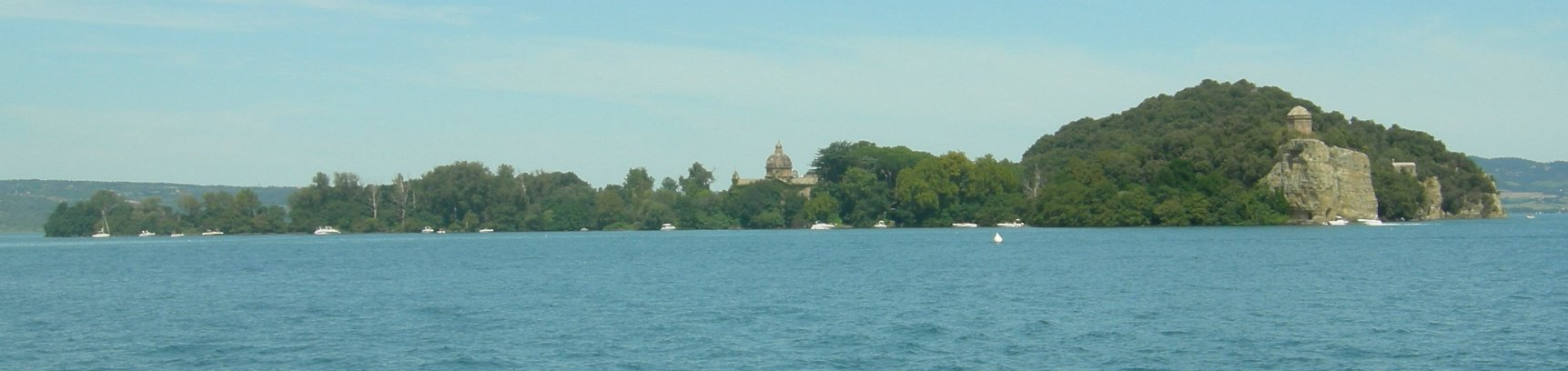

比森蒂納島（義大利語：Bisentina）是意大利的島嶼，位於博賽納湖，由卡波迪蒙特負責管轄，長0.65公里、寬0.57公里，面積0.17平方公里，最高點海拔高度361米，島上無人居住。